# Raymond L. S. Patriarca
Raymond Loreda Salvatore Patriarca (/ˌpætriˈɑːrkə/; n. 18 martie 1908, Worcester, Massachusetts, SUA – d. 11 iulie 1984, North Providence⁠(d), Rhode Island, SUA) a fost un gangster american din Providence, Rhode Island care a dominat o perioadă îndelungată familia Patriarca⁠(d). Aceasta și-a desfășurat activitățile în Noua Anglie timp de peste trei decenii. Patriarca a murit pe 11 iulie 1984.

## Biografie
Patriarca s-a născut pe 17 martie 1908 în Worcester, Massachusetts, fiul cuplului Eleuterio Patriarca, un imigrant italian din satul Arce, Lazio, și Mary Jane DeNubile, o italoamericană. La vârsta de patru ani, Patriarca s-a mutat împreună cu familia la Providence, Rhode Island, iar la opt ani a renunțat la școală pentru a curăța pantofi⁠(d) și lucra ca clopotar.
În adolescență, Patriarca a fost acuzat de deturnare, jaf armat⁠(d), agresiune, spart seifuri⁠(d) și furt de autoturisme⁠(d). A fost acuzat de complicitate la crimă⁠(d) înainte de sfârșitul prohibiției în 1933. În anii 1930, Consiliul de siguranță publică din Providence îi descrie drept „inamicul public nr.1”. Acesta este condamnat la cinci ani de închisoare pentru jar, însă a fost eliberat condiționat în 1938 după ce a executat doar patru luni din pedeapsă.
O anchetă a dezvăluit că un apropiat al guvernatorului Charles F. Hurley⁠(d), consilierul executiv Daniel H. Coakley⁠(d), a redactat o petiție de eliberare condiționată la cererea unui anume „părinte Fagin”, persoană inventată de  Coakley. Acesta a fost pus sub acuzare și demis din cabinetul guvernatorului. Ca urmare a acestui scandal, reputația lui Petrarca a crescut în lumea interlopă deoarece demonstra legăturile politice pe care le avea.
În 1939, Patriarca s-a căsătorit cu Helen G. Mandella. Cuplul a avut un fiu, Raymond Patriarca Jr.⁠(d).